# Ilay Elmkies
Ilay Eliyau Elmkies (Hebreeuws: עילי אלמקייס) (Naharia, 10 maart 2000) is een Israëlisch voetballer van Franse afkomst die als middenvelder voor Ihoud Bnei Sachnin speelt.

## Carrière
Ilay Elmkies speelde in de jeugd van Beitar Nahariya FC, Maccabi Haifa en in Duitsland voor SV Sinsheim en TSG 1899 Hoffenheim. In het seizoen 2018/19 maakte hij zijn eerste minuten in het tweede elftal van Hoffenheim, wat in de Regionalliga Südwest speelt. Op 16 mei 2020 debuteerde hij in het eerste elftal van Hoffenheim, in de met 0-3 verloren thuiswedstrijd tegen Hertha BSC. Hij kwam in de 90e minuut in het veld voor Christoph Baumgartner. In het seizoen 2020/21 wordt hij verhuurd aan ADO Den Haag. Hij debuteerde voor ADO op 20 september 2020, in de met 0-1 verloren thuiswedstrijd tegen FC Groningen. Hij kwam na de rust in het veld voor Andrei Rațiu, maar moest zich na 67 minuten door een blessure weer laten vervangen. Hij speelde tien wedstrijden in het begin van het seizoen, maar miste de rest van het seizoen door het coronavirus en een voetblessure. In het seizoen 2021/22 werd hij verhuurd aan het Oostenrijkse FC Admira Wacker Mödling. Na het einde van zijn verhuurperiode speelde hij weer een seizoen voor het tweede elftal van Hoffenheim. In 2023 maakte hij de overstap naar het Israëlische Ihoud Bnei Sachnin.

### Statistieken
| Seizoen                       | Club                          | Land           | Competitie           | Competitie | Competitie | Beker | Beker | Totaal | Totaal |
| Seizoen                       | Club                          | Land           | Competitie           | Wed.       | Dlp.       | Wed.  | Dlp.  | Wed.   | Dlp.   |
| ----------------------------- | ----------------------------- | -------------- | -------------------- | ---------- | ---------- | ----- | ----- | ------ | ------ |
| 2018/19                       | TSG 1899 Hoffenheim II        | Duitsland      | Regionalliga Südwest | 7          | 1          | –     | –     | 7      | 1      |
| 2019/20                       | TSG 1899 Hoffenheim II        | Duitsland      | Regionalliga Südwest | 15         | 0          | –     | –     | 15     | 0      |
| 2019/20                       | TSG 1899 Hoffenheim           | Duitsland      | Bundesliga           | 1          | 0          | 0     | 0     | 1      | 0      |
| 2020/21                       | → ADO Den Haag                | Nederland      | Eredivisie           | 9          | 0          | 1     | 0     | 10     | 0      |
| 2021/22                       | → FC Admira Wacker Mödling    | Oostenrijk     | Bundesliga           | 12         | 0          | 1     | 0     | 13     | 0      |
| 2021/22                       | → FC Admira Wacker Mödling II | Oostenrijk     | Regionalliga Ost     | 1          | 0          | –     | –     | 1      | 0      |
| 2022/23                       | TSG 1899 Hoffenheim II        | Duitsland      | Regionalliga Südw.   | 28         | 0          | –     | –     | 28     | 0      |
| 2023/24                       | Ihoud Bnei Sachnin            | Israël         | Ligat Ha'Al          | 2          | 1          | 0     | 0     | 2      | 1      |
| Carrièretotaal                | Carrièretotaal                | Carrièretotaal | Carrièretotaal       | 75         | 2          | 2     | 0     | 77     | 2      |
| Bijgewerkt op 2 februari 2024 |                               |                |                      |            |            |       |       |        |        |

### Interlandcarrière
Ilay Elmkies speelde voor verschillende Israëlische vertegenwoordigende jeugdteams. In 2019 werd hij voor het eerst geselecteerd voor het Israëlisch voetbalelftal voor de EK-kwalificatiewedstrijden tegen Oostenrijk en Letland. Hij debuteerde op 15 oktober 2019, in de met 3-1 gewonnen thuiswedstrijd tegen Letland. Hij scoorde zijn eerste doelpunt voor Israël tegen Slowakije in de Nations League op 7 september 2020.
| Interlands van Ilay Elmkies voor Israël | Interlands van Ilay Elmkies voor Israël | Interlands van Ilay Elmkies voor Israël | Interlands van Ilay Elmkies voor Israël | Interlands van Ilay Elmkies voor Israël | Interlands van Ilay Elmkies voor Israël |
| №                                       | Datum                                   | Wedstrijd                               | Uitslag                                 | Soort wedstrijd                         | Doelpunten                              |
| Als speler bij TSG 1899 Hoffenheim      | Als speler bij TSG 1899 Hoffenheim      | Als speler bij TSG 1899 Hoffenheim      | Als speler bij TSG 1899 Hoffenheim      | Als speler bij TSG 1899 Hoffenheim      | Als speler bij TSG 1899 Hoffenheim      |
| --------------------------------------- | --------------------------------------- | --------------------------------------- | --------------------------------------- | --------------------------------------- | --------------------------------------- |
| 1.                                      | 15 oktober 2019                         | Israël − Letland                        | 3 – 1                                   | Kwalificatie EK 2020                    | 0                                       |
| 2.                                      | 16 november 2019                        | Israël − Polen                          | 1 – 2                                   | Kwalificatie EK 2020                    | 0                                       |
| 3.                                      | 19 november 2019                        | Noord-Macedonië − Israël                | 1 – 0                                   | Kwalificatie EK 2020                    | 0                                       |
| 4.                                      | 7 september 2020                        | Israël − Slowakije                      | 1 – 1                                   | Nations League 2020/21                  | 1                                       |
| 5.                                      | 8 oktober 2020                          | Schotland − Israël                      | 0 – 0 (5 – 3 n.s.)                      | Kwalificatie EK 2020                    | 0                                       |